# پچ (شهر کوزوو)
پچ (به صربی: Пећ) شهری در منطقه پچ کشور کوزوو است که در سرشماری سال ۲۰۱۱ میلادی، ۷۵٬۴۱۱ نفر جمعیت داشته‌است.

## نگارخانه

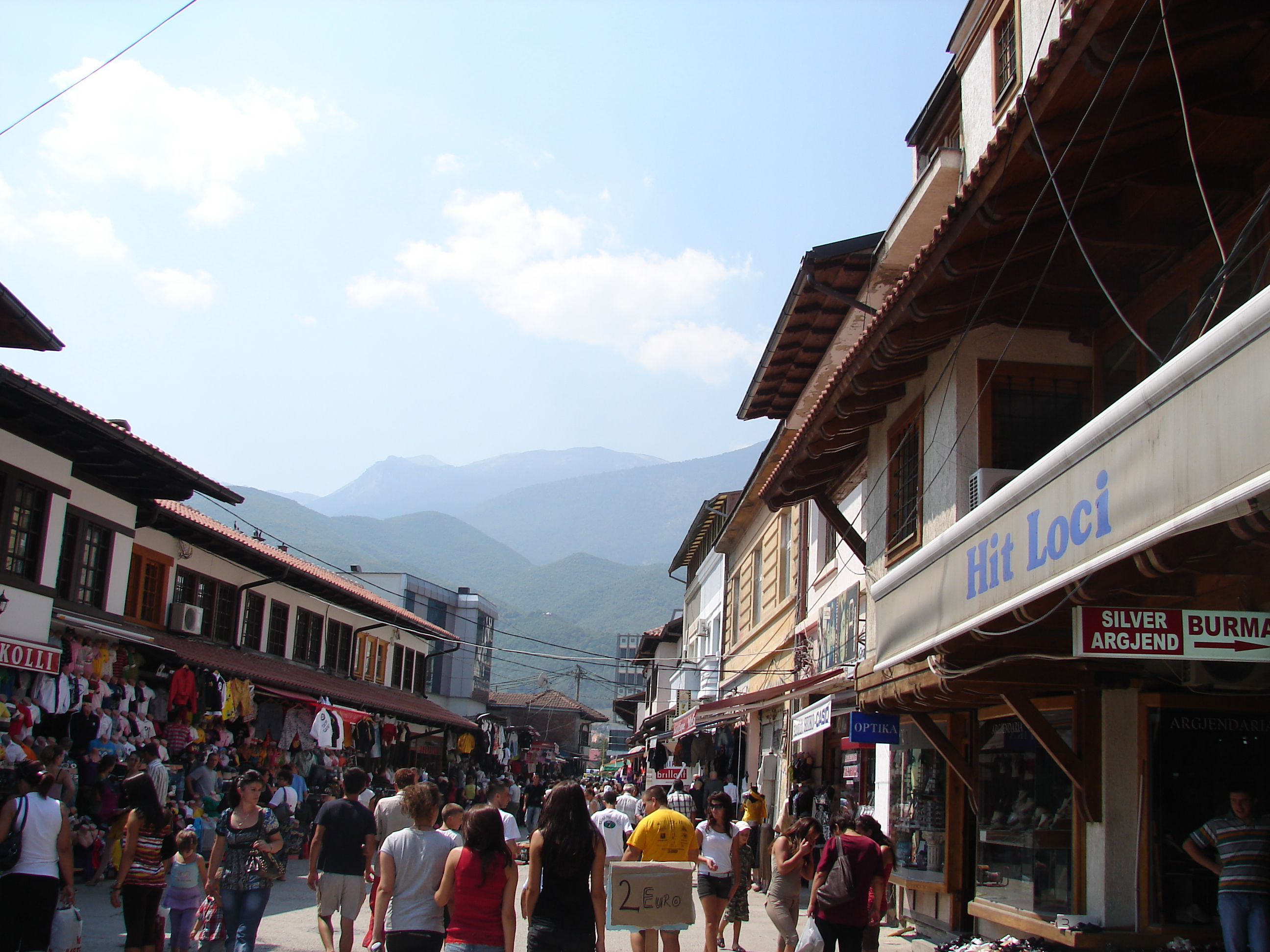
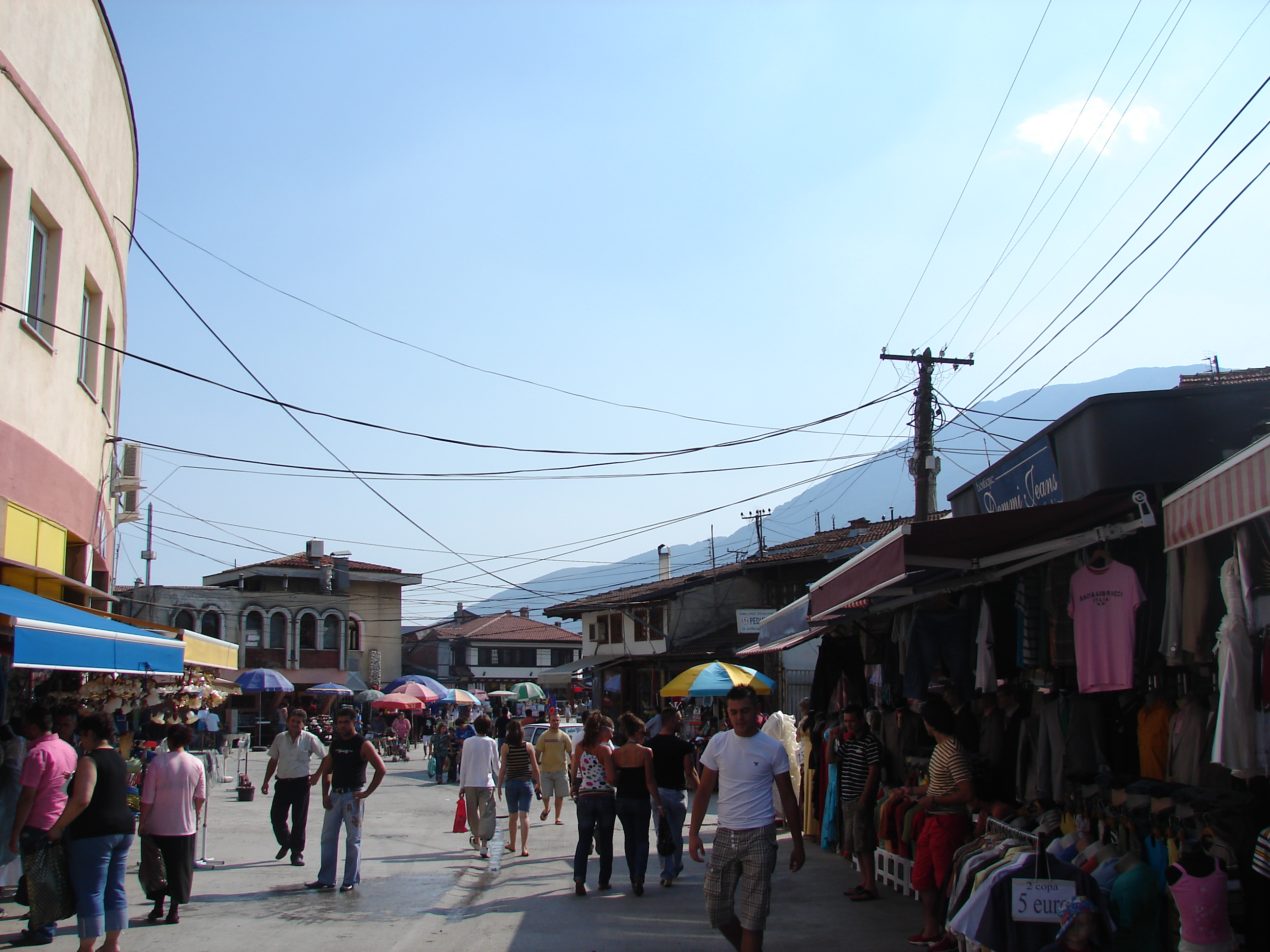
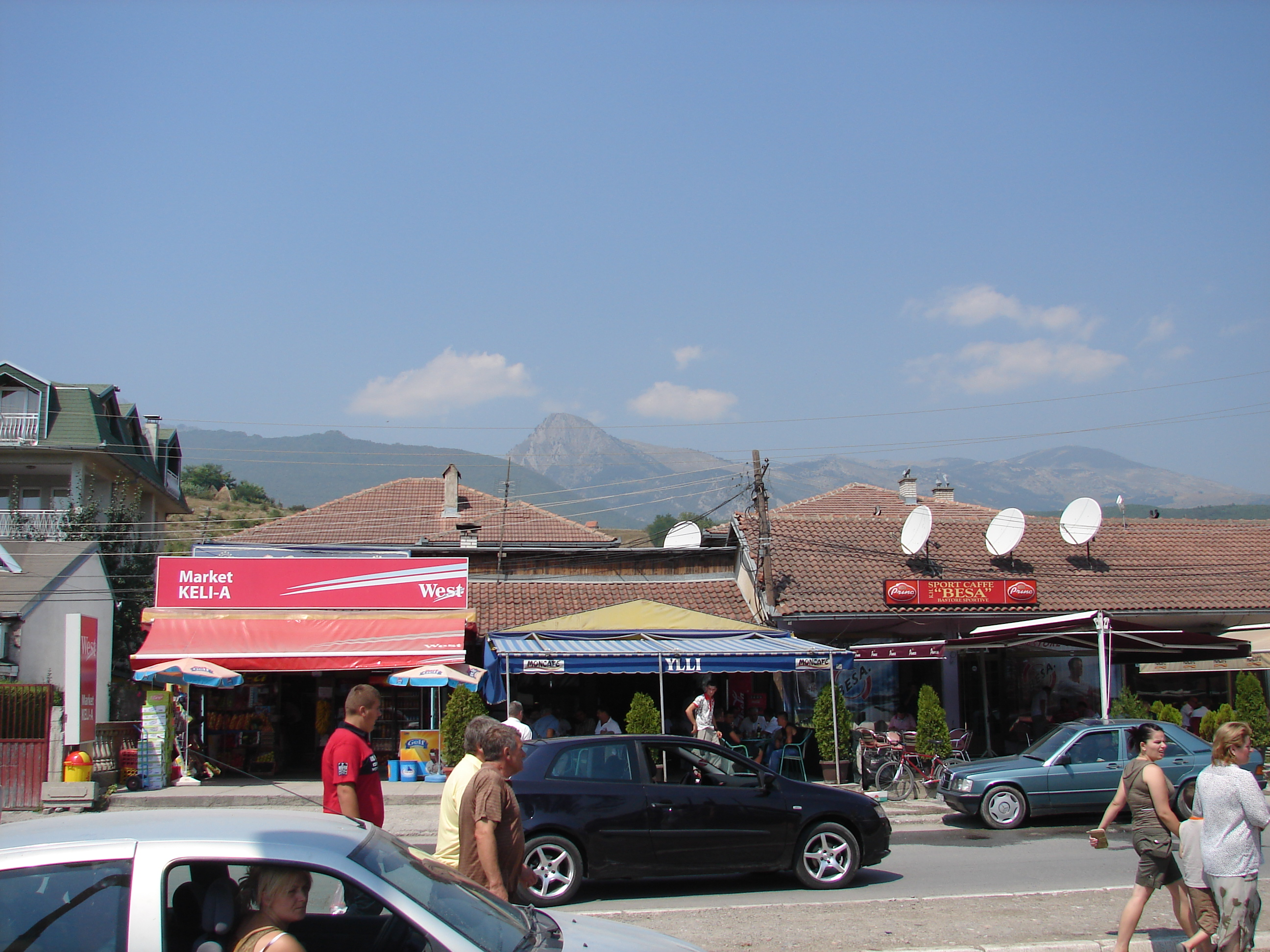
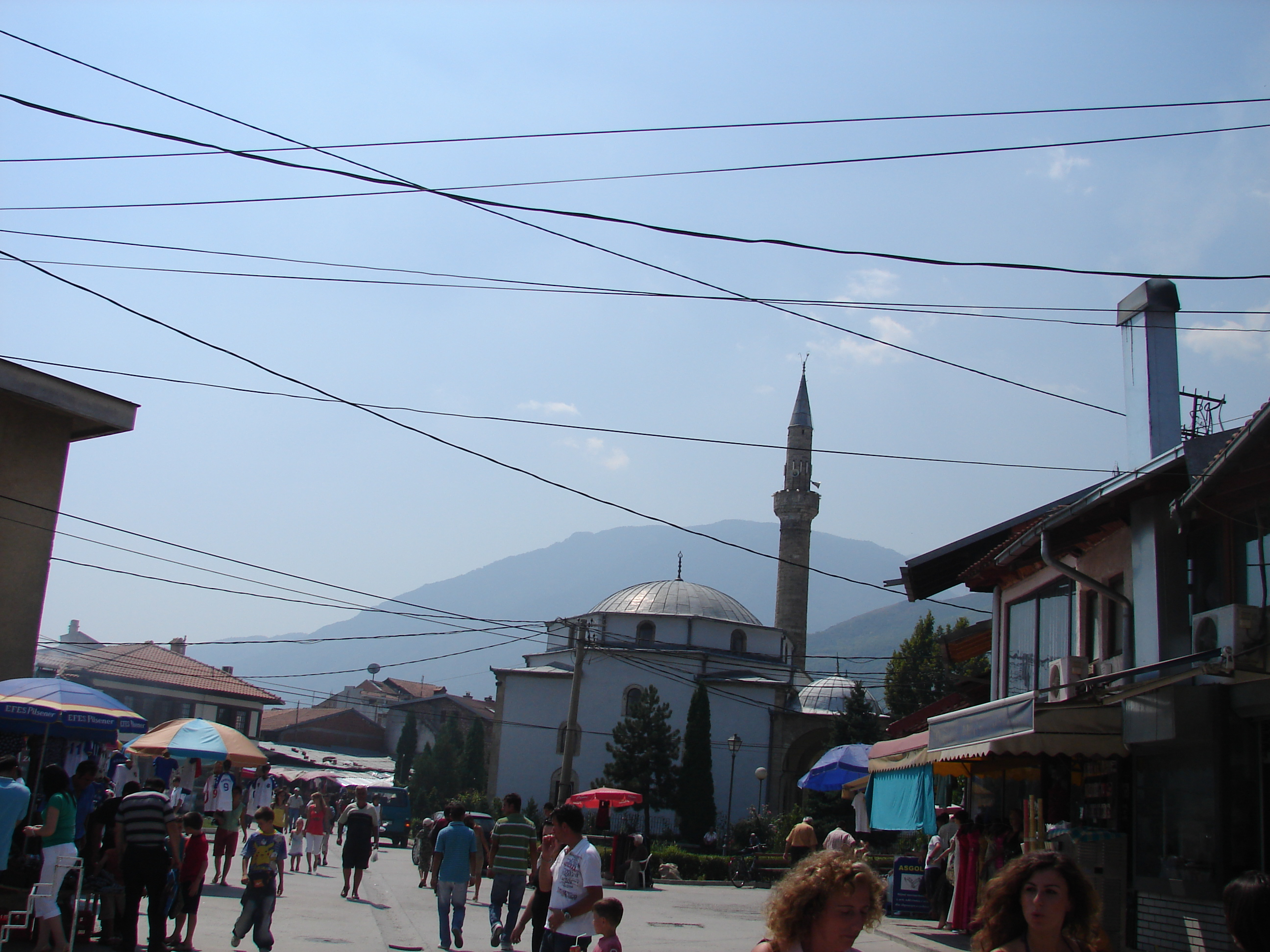
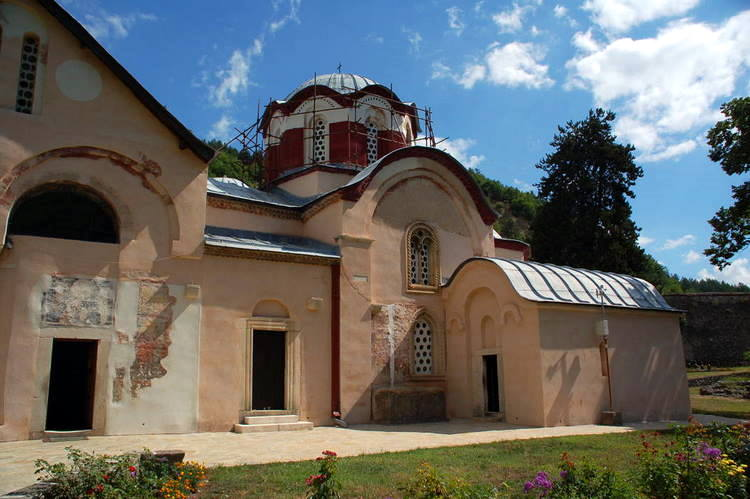
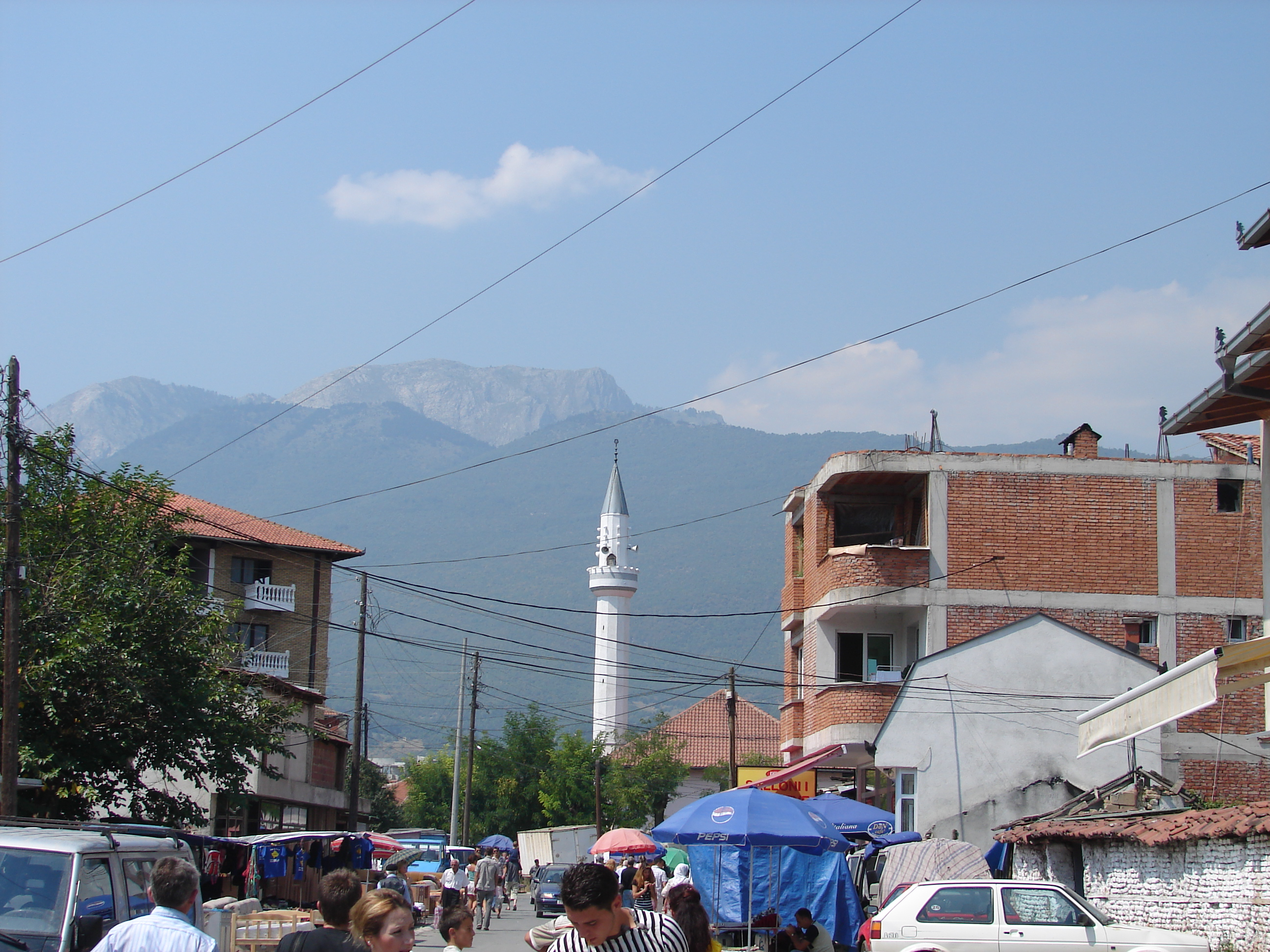
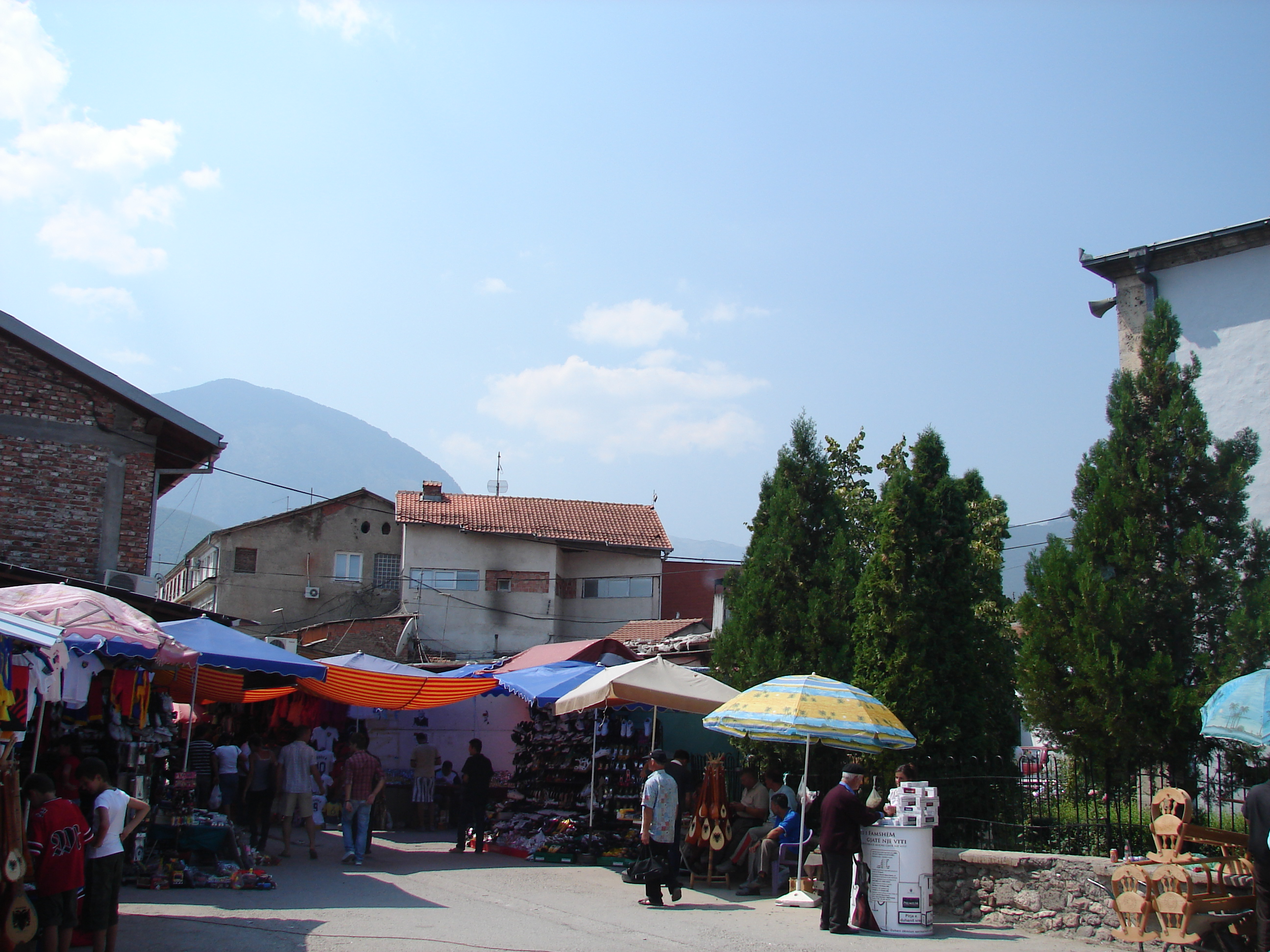